# Abdullah Omar
Abdullah Omar (en árabe: عبد الله عمر‎; Yamena, Chad, 1 de enero de 1987) es un exfutbolista de Baréin nacido en Chad que jugaba en la posición de centrocampista.

## Carrera

### Club
| Periodo   | Club            |
| --------- | --------------- |
| 2006-2009 | Muharraq Club   |
| 2009-2011 | Neuchâtel Xamax |
| 2011      | Malkiya Club    |
| 2012      | Ittihad FC      |
| 2012-2014 | Al-Ahli Doha    |
| 2014–2015 | Muharraq Club   |
| 2015–2016 | Ettifaq FC      |
| 2016-2018 | Muharraq Club   |

### Selección nacional
Jugó para Baréin en 84 ocasiones de 2007 a 2016 y anotó cuatro goles; participó en tres ediciones de la Copa Asiática y en los Juegos Asiáticos de 2006.

## Logros
- Liga Premier de Baréin (5): 2006-07, 2007-08, 2008-09, 2014-15, 2017-18
- Copa del Rey de Baréin (2): 2008, 2009
- Copa FA de Baréin (1): 2009
- Copa Príncipe de la Corona de Baréin (4): 2006, 2007, 2008, 2009
- Supercopa de Baréin (1): 2006
- Copa AFC (1): 2008
- Segunda División de Catar (1): 2012
- Primera División de Arabia Saudita (1): 2015-16

## Estadísticas

### Goles con selección nacional
| Gol | Fecha     | Sede                                    | Rival        | Marcador | Resultado | Torneo                                               |
| --- | --------- | --------------------------------------- | ------------ | -------- | --------- | ---------------------------------------------------- |
| 1.  | 20-8-2008 | Bahrain National Stadium, Riffa, Baréin | Burkina Faso | 1–0      | 3–1       | Amistoso                                             |
| 2.  | 23-3-2009 | Bahrain National Stadium, Riffa, Baréin | Zimbabue     | 5–0      | 5–2       | Amistoso                                             |
| 3.  | 3-6-2009  | Bahrain National Stadium, Riffa, Baréin | Jordania     | 2–0      | 4–0       | Amistoso                                             |
| 4.  | 8-9-2015  | Grand Hamad Stadium, Doha, Catar        | Yemen        | 3–0      | 4–0       | Clasificación para la Copa Mundial de Fútbol de 2018 |